# Lekkoatletyka na Letnich Igrzyskach Olimpijskich 2000 – rzut młotem mężczyzn

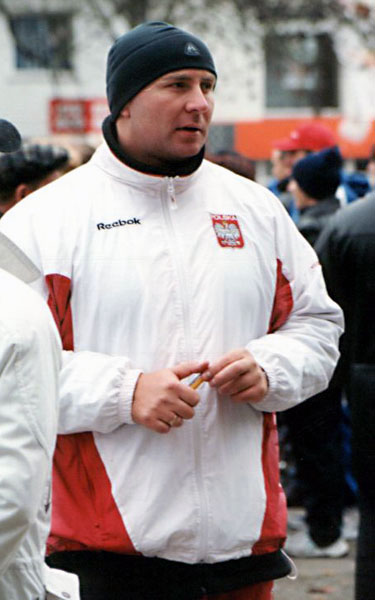
Szymon Ziółkowski (2001)

Rzut młotem mężczyzn to jedna z konkurencji lekkoatletycznych rozegranych podczas Letnich Igrzysk Olimpijskich 2000 w Sydney. Eliminacje rozegrano 23 września, finał odbył się dzień później – 24 września o godzinie 20:50 czasu miejscowego na Stadium Australia.

Złoty medal zdobył reprezentant Polski Szymon Ziółkowski, który tak podsumował swój występ w finale: 

Nie byłem tutaj wbrew pozorom faworytem. Nigdy dotychczas nie udało mi się osiągnąć sukcesu w kategorii seniorów, choć jako junior zostałem przecież mistrzem świata. Warunki atmosferyczne nie pozwoliły dzisiaj na uzyskanie lepszych wyników. Wprawdzie ja akurat lubię deszcz, ale bez przesady. Nie pomogło wycieranie koła, które zamieniło się w lodowisko. Byłem bardzo zdenerwowany, do ostatniej kolejki nie byłem pewny zwycięstwa. Gdy Vizzoni wchodził do koła, żeby wykonać ostatni rzut, odwróciłem się, życząc mu po cichu wszystkiego najgorszego, byłem bardzo niekoleżeński. Jakże żałuję, że tata zmarł w ubiegłym roku. Tak bardzo chciałem sprawić mu olimpijski prezent.

## Terminarz
- Czas miejscowy UTC+10

| Data        | Godzina                     | Runda      |
| ----------- | --------------------------- | ---------- |
| 23 września | 10:00 Grupa A 12:15 Grupa B | Eliminacje |
| 24 września | 20:50                       | Finał      |

## Przebieg zawodów

### Runda eliminacyjna
Do zawodów przystąpiło 43 zawodników. Aby dostać się do finału, w którym startowało 12 młociarzy, należało rzucić co najmniej 77,50 (Q). W przypadku gdyby rezultat ten osiągnęła mniejsza liczba zawodników, kryterium awansu były najlepsze wyniki uzyskane przez startujących (q). Młociarzy podzielono na dwie grupy eliminacyjne: A i B. W eliminacjach każdy zawodnik miał do wykonania maksymalnie 3 próby.

#### Grupa A
| Miejsce | Ogólnie | Zawodnik           | Próby | Próby | Próby | Rezultat | Kwalifikacja |
| Miejsce | Ogólnie | Zawodnik           | 1     | 2     | 3     | Rezultat | Kwalifikacja |
| ------- | ------- | ------------------ | ----- | ----- | ----- | -------- | ------------ |
| 1       | 2       | Andrij Skwaruk     | 79,55 | –     | –     | 79,55 m  | Q            |
| 2       | 3       | Kōji Murofushi     | 78,49 | –     | –     | 78,49 m  | Q            |
| 3       | 4       | Szymon Ziółkowski  | 77,81 | –     | –     | 77,81 m  | Q            |
| 4       | 5       | Nicola Vizzoni     | 75,31 | 77,56 | –     | 77,56 m  | Q            |
| 5       | 6       | Tibor Gécsek       | 75,97 | X     | 77,33 | 77,33 m  | q            |
| 6       | 8       | Ilja Konowałow     | 77,07 | 76,93 | 74,29 | 77,07 m  | q            |
| 7       | 10      | Iwan Cichan        | 76,43 | 76,90 | X     | 76,90 m  | q            |
| 8       | 11      | Vladimír Maška     | X     | 76,70 | 75,62 | 76,70 m  | q            |
| 9       | 18      | Pavel Sedláček     | 74,66 | 72,71 | 75,33 | 75,33 m  |              |
| 10      | 19      | Gilles Dupray      | X     | 74,71 | 75,05 | 75,05 m  |              |
| 11      | 20      | Ołeksandr Krykun   | 74,83 | 72,49 | 74,17 | 74,83 m  |              |
| 12      | 25      | Zsolt Németh       | 73,95 | X     | X     | 73,95 m  |              |
| 13      | 28      | Stuart Rendell     | 67,67 | 72,78 | X     | 72,78 m  |              |
| 14      | 29      | András Haklits     | X     | X     | 72,66 | 72,66 m  |              |
| 15      | 31      | Karsten Kobs       | 72,29 | X     | 71,65 | 72,29 m  |              |
| 16      | 35      | Markus Esser       | X     | 69,51 | X     | 69,51 m  |              |
| 17      | 36      | Kevin McMahon      | 69,48 | 65,97 | X     | 69,48 m  |              |
| 18      | 37      | Vítor Costa        | 67,07 | 68,79 | 68,89 | 68,89 m  |              |
| 19      | 40      | Roman Rozna        | X     | 68,01 | 62,46 | 68,01 m  |              |
| 20      | 41      | Paddy McGrath      | 67,00 | 64,09 | 64,35 | 67,00 m  |              |
| 21      | 42      | Witalij Chojatelew | 60,55 | 64,53 | 65,04 | 65,04 m  |              |
| 22      | 43      | Wiktor Ustinow     | X     | 60,60 | X     | 60,60 m  |              |

#### Grupa B
| Miejsce | Ogólnie | Zawodnik                 | Próby | Próby | Próby | Rezultat | Kwalifikacja |
| Miejsce | Ogólnie | Zawodnik                 | 1     | 2     | 3     | Rezultat | Kwalifikacja |
| ------- | ------- | ------------------------ | ----- | ----- | ----- | -------- | ------------ |
| 1       | 1       | Ihar Astapkowicz         | 79,81 | –     | –     | 79,81 m  | Q            |
| 2       | 7       | David Chaussinand        | 77,12 | X     | X     | 77,12 m  | q            |
| 3       | 9       | Loris Paoluzzi           | X     | 73,63 | 76,91 | 76,91 m  | q            |
| 4       | 12      | Alexandros Papadimitriou | 76,61 | 74,77 | X     | 76,61 m  | q            |
| 5       | 13      | Maciej Pałyszko          | 76,33 | X     | 70,11 | 76,33 m  |              |
| 6       | 14      | Władysław Piskunow       | 75,95 | 76,00 | 76,08 | 76,08 m  |              |
| 7       | 15      | Andriej Abduwalijew      | X     | 75,64 | 74,19 | 75,64 m  |              |
| 8       | 16      | Lance Deal               | 73,84 | 75,61 | 73,93 | 75,61 m  |              |
| 9       | 17      | Adrián Annus             | 74,01 | 75,41 | X     | 75,41 m  |              |
| 10      | 21      | Wasilij Sidorienko       | 74,72 | 73,97 | X     | 74,72 m  |              |
| 11      | 22      | Aleksiej Zagorny         | 70,58 | 74,00 | 74,63 | 74,63 m  |              |
| 12      | 23      | Christophe Épalle        | 70,46 | 72,70 | 74,22 | 74,22 m  |              |
| 13      | 24      | Hristos Polihroniou      | X     | X     | 74,02 | 74,02 m  |              |
| 14      | 26      | Heinz Weis               | 73,51 | 73,19 | X     | 73,51 m  |              |
| 15      | 27      | Juan Ignacio Cerra       | X     | 72,86 | X     | 72,86 m  |              |
| 16      | 30      | Libor Charfreitag        | 71,10 | 72,52 | X     | 72,52 m  |              |
| 17      | 32      | Miloslav Konopka         | 70,55 | X     | X     | 70,55 m  |              |
| 18      | 33      | Jan Bielecki             | 68,56 | 70,46 | X     | 70,46 m  |              |
| 19      | 34      | Olli-Pekka Karjalainen   | 69,64 | X     | X     | 69,64 m  |              |
| 20      | 38      | Primož Kozmus            | 68,83 | X     | 67,02 | 68,83 m  |              |
| 21      | 39      | Jud Logan                | 68,42 | 68,05 | X     | 68,42 m  |              |
|         |         | Nikołaj Dawidow          | X     | X     | X     | NM       |              |

### Finał
| Miejsce       | Zawodnik                 | Próby | Próby | Próby | Próby | Próby | Próby | Rezultat |  |
| Miejsce       | Zawodnik                 | 1     | 2     | 3     | 4     | 5     | 6     | Rezultat |  |
| ------------- | ------------------------ | ----- | ----- | ----- | ----- | ----- | ----- | -------- |  |
| Złoty medal   | Szymon Ziółkowski        | 74,89 | 79,87 | X     | 80,02 | 78,68 | 78,32 | 80,02 m  |  |
| Srebrny medal | Nicola Vizzoni           | 76,35 | 76,57 | 79,64 | 76,07 | 76,99 | X     | 79,64 m  |  |
| Brązowy medal | Ihar Astapkowicz         | 74,98 | X     | 77,08 | X     | 79,17 | 79,06 | 79,17 m  |  |
| 4             | Iwan Cichan              | 78,85 | 78,11 | 79,17 | X     | 75,93 | X     | 79,17 m  |  |
| 5             | Ilja Konowałow           | 78,56 | 78,12 | X     | X     | 72,78 | X     | 78,56 m  |  |
| 6             | Loris Paoluzzi           | 78,18 | X     | X     | X     | 76,19 | X     | 78,18 m  |  |
| 7             | Tibor Gécsek             | 75,25 | 76,99 | 77,70 | 75,81 | 77,06 | 76,82 | 77,70 m  |  |
| 8             | Vladimír Maška           | 77,32 | 75,37 | 76,39 | 73,86 | X     | 75,52 | 77,32 m  |  |
|               |                          |       |       |       |       |       |       |          |  |
| 9             | Kōji Murofushi           | X     | 76,24 | 76,60 |       |       |       | 76,60 m  |  |
| 10            | Andrij Skwaruk           | 71,60 | 75,50 | X     |       |       |       | 75,50 m  |  |
| 11            | David Chaussinand        | 74,74 | X     | 75,26 |       |       |       | 75,26 m  |  |
| 12            | Alexandros Papadimitriou | X     | 73,30 | X     |       |       |       | 73,30 m  |  |